# Simón el Mago

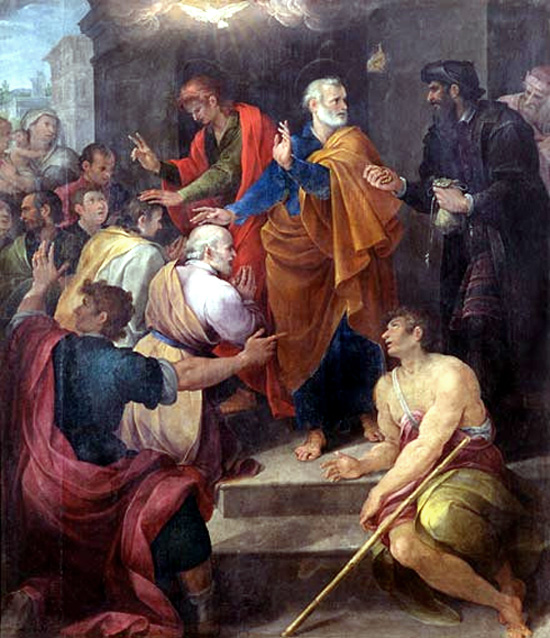
Conflicto de Pedro con Simón el Mago por Avanzino Nucci, 1620. Simón está a la derecha, vestido de negro.

Simón el Mago, llamado también Simón de Gitta, fue un líder religioso samaritano, posiblemente gnóstico, mencionado en la literatura cristiana primitiva. Se encuentran referencias a Simón el Mago en los Hechos de los Apóstoles (Hechos 8:9-24), en las obras patrísticas de Justino Mártir, Ireneo de Lyon e Hipólito, en los Hechos apócrifos de Pedro y en la llamada "literatura clementina". No está claro si todas estas fuentes se refieren a un solo personaje o a sujetos distintos. 
La referencia más conocida a Simón Mago se encuentra en el capítulo 8 de los Hechos de los Apóstoles. En él se relata que Simón, un mago de Samaria, fue convertido al cristianismo por Felipe el Evangelista. Cuando Pedro y Juan fueron enviados a Samaria, Simón les ofreció dinero a cambio del poder de transmitir el Espíritu Santo, proposición que ambos apóstoles rechazaron escandalizados. (De esta propuesta de Simón Mago deriva la palabra "simonía", que designa el pecado consistente en pagar por obtener prebendas o beneficios eclesiásticos). 
En el texto cristiano apócrifo de los Hechos de Pedro se narra una de las fantasiosas leyendas más conocidas acerca de Simón el Mago. Cuando exhibía sus poderes mágicos en Roma, volando ante el emperador romano Nerón en el Foro Romano, para probar su condición divina, los apóstoles Pedro y Pablo rogaron a Dios que detuviese su vuelo: Simón paró en seco y cayó a tierra, donde fue apedreado. Cirilo de Jerusalén (346 d. C.) da otra versión de este incidente en el prefacio de su Historia de los maniqueos: Simón el Mago viajaba por el aire en un carro tirado por demonios, cuando Pedro y Pablo oraron, y sus oraciones lograron que cayera al suelo, ya cadáver.
Para el simonianismo, antigua secta gnóstica, Simón Mago era un dios en forma humana. 

## Puntos de vista conflictivos
Las distintas fuentes de referencia sobre Simón presentan imágenes muy diferentes de su figura, hasta el punto de que existen discusiones sobre si se refieren a la misma persona. Asumiendo que todas las referencias aluden al mismo personaje del que hablaron los padres de la Iglesia, la referencia más antigua se encuentra en el capítulo 8 de los Hechos de los Apóstoles. El relato habla sobre una persona llamada Simón el Mago que practicaba la magia en la ciudad de Sebaste, en Samaria, el cual fue convertido al cristianismo por Felipe, pero que después trató de comprar a los Apóstoles para que le concedieran el poder del Espíritu Santo.

## Justino e Ireneo
San Justino mártir (en sus Apologías y en una obra perdida contra las herejías, que San Ireneo utilizó como su fuente principal para una obra similar) e Ireneo (Contra las Herejías) cuentan el mito de Simón y Elena. De acuerdo con este mito, que era el centro de la religión simonista, al principio de los tiempos Dios tuvo su primer pensamiento, llamado Ennoia o Sophia, el cual era una mujer, y de ese pensamiento surgieron los ángeles cuando descendió a las regiones inferiores de la creación. Pero los ángeles se rebelaron contra ella por celos y crearon el mundo y lo convirtieron en su prisión, donde apresaron su cuerpo femenino. Desde entonces ella se reencarnó muchas veces, y en cada ocasión resultó humillada. Entre sus muchas reencarnaciones se encontraba Helena de Troya, y finalmente se reencarnó como Elena, una esclava y prostituta de la ciudad fenicia de Tiro. A su vez descendió bajo la forma de Simón el Mago para rescatar a su Ennoia. Tras redimirla de la esclavitud viajó con ella, proclamándose Dios y a ella como su Ennoia, prometiendo que disolvería el mundo que los ángeles habían creado en su rebelión, pero quienes confiasen en él y en Elena regresarían con ellos a los mundos superiores.
Justino e Ireneo ofrecen otras informaciones: que Simón procedía de la ciudad samaritana de Gitta y que los simonianos adoraban a Simón en la forma de Zeus y a Elena en la forma de Atenea. También dice que el emperador Claudio levantó una estatua a Simón en una isla del río Tíber con la inscripción Simoni Deo Sancto ("A Simón, el Dios Santo"). Sin embargo, en el siglo XVI, en la citada isla se desenterró una estatua dedicada a Semo Sancus, una deidad de los sabinos, lo que ha llevado a muchos eruditos a pensar que Justino confundió al dios Semoni Sancus con Simón el Mago.

## Hipólito
Hipólito, en su Philosophumena, ofrece información más detallada sobre el contenido doctrinal del simonianismo, incluyendo un sistema de emanaciones divinas e interpretaciones del Antiguo Testamento. Algunos creen que Hipólito muestra una versión más elaborada del simonianismo, posterior a su fundador, y que en las doctrinas originales del culto eran mucho más sencillas y próximas al relato de Justino mártir e Ireneo.

## Interpretaciones radicales
De acuerdo con Hermann Detering, desechando las referencias y datos de Ireneo y Justino, Simón el Mago podría haber sido un apodo de Pablo de Tarso, que habría sido rechazado por la Iglesia oficialista y que cambió su nombre tras ser rehabilitado. Aunque a primera vista parece una teoría demasiado radical, en algunas ocasiones Simón es descrito de forma muy semejante a Pablo. Otro elemento que apoya esta teoría es que aunque la ortodoxia cristiana a menudo muestra a Marción como seguidor de Simón el Mago, el propio Marción nunca lo menciona, identificándose a sí mismo como discípulo de Pablo. Además, el apócrifo Apocalipsis de Esteban presenta a Pablo en un tono muy negativo, mostrándolo como un villano y enemigo del cristianismo, convirtiéndose únicamente al final de su vida. Sin embargo, el actual canon bíblico registra que el martirio de Esteban se produjo antes de la conversión de Pablo (Hechos).

## Gnosticismo
<< En el primer siglo de nuestra era un hombre llamado Dositeo fundó una secta en Samaria. Se regían por el calendario lunar, en el centro dirigente de la secta había 30 personas que representaban los 30 días del ciclo lunar, y una mujer que tomaba el nombre de la luna. Practicaban el bautismo. Dositeo decía que era el profeta como Moisés prometido en las escrituras (Dt 18, 15). Sus seguidores creían que su líder había venido a restaurar la ley de Moisés  que se encontraba corrumpida luego de la práctica por siglos de sacerdotes fraudulentos. Uno de sus discípulos, llamado Simón de Gitta o «el mago» comenzó a tener más y más preponderancia dentro del grupo. Esto llegó al punto que Simón decía ser El que se Sostiene: «Yo me puedo hacer invisible para que aquellos que quieran capturarme, y yo puedo revelarme abiertamente de nuevo cuando así yo lo desee. Si yo quiero escapar, yo puedo hacer un tunel a través de las montañas y las rocas como si fuera barro. Y si me tirase cabeza abajo de una alta montaña, sería llevado a tierra, ileso, como si me llevaran en un vehículo» (Pseudo-Clementinas homilias 2.9). El era «El Gran Poder». Con estas declaraciones Simón el mago no tardó en convertirse en el líder de la secta que fue adquiriendo características gnósticas. En el centro de la nueva secta se ubicaba, evidentemente, Simón el mago y Elena, la mujer que antes representaba la luna, en la secta de Dositeo. Ambos eran espíritus que habían descendido desde las alturas a la tierra. El mensaje de Simón era simple. El decía que arriba estaba Dios el Padre, YHWH, cuyo primer pensamiento Ennoia era el nous o mente conocida como el Espíritu Santo. Su primer pensamiento, el Espíritu Santo, comprendió su voluntad, y ella saltó y descendió a los reinos inferiores donde, como Madre Dios, ella generó los ángeles y los poderes que el padre había deseado. Pero los ángeles sintieron celos y lujuria en relación con el primer pensamiento de YHWH, esto es, el Espíritu Santo, que era más hermosa que ellos. Entonces la capturarón y la encerraron en un cuerpo material, de tal forma el Espíritu llegó a estar sujeta a los ciclos de nacimiento y muerte, reencarnándose en cuerpos humanos desde entonces. En otras palabras, el Espíritu Santo quedó atrapada por su propia creación. Simón se declaró a sí mismo la manifestación de YHWH, el Gran Poder, el Hijo de Dios, que había venido a la tierra para liberar al Primer Pensamiento de su esclavitud de los ángeles rebeldes. En la tierra Simón aparacía como un hombre. Y así había estado buscando de lugar en lugar su Espíritu pérdido. Y cuando lo encontró contrajo matrimonio con ella, esto es con Elena. Ahora bien, hasta entonces Elena, el Espíritu, había estado atrapada en el peor de los cuerpos imaginables, el de una prostituta. Este mito, bien simple, es una metáfora para todos los hombres, que como Elena, tienen su espíritu capturado en sus cuerpos materiales. La liberación del espíritu es una cuestión de gracia divina. Esta se manifiesta a partir de la instrucción de Simón que predicaba a los hombres acerca de sí mismos. Entre otras ideas, Simón instruía que la Torá escrita estaba corrupta. Simón decía que no había necesidad de tener un cuerpo litarario. Dios el Padre no es el autor de la Torá, sino que su origen está en uno de los más bajos de los ángeles corruptos. Entre los ritos que Simón y Elena organizaron era el del bautizmo y la memorización y el pronunciar todos los nombres de los ángeles malos para poder tener poder sobre ellos. También habría existido un rito de carácter sexual que representaban la unión del Padre Dios y la Madre Dios, este rito se llamaba el «Amor Perfecto» (Hipólito, Refutación 6,19, 5; Epifanio, Panarion, 21,4, 1-2). Para más detalles: >>

## Leyendas medievales, interpretaciones posteriores
Se afirma que la iglesia de Santa Francesca Romana, en Roma, fue construida en el lugar donde cayó Simón. Dentro de la iglesia hay una losa de mármol abollada que pretende llevar las huellas de las rodillas de Pedro y Pablo durante su oración. Las fantásticas historias de Simón el Hechicero persistieron en la Edad Media, convirtiéndose en una posible inspiración para el Faustbuch y el Fausto de Goethe.
Simón el Mago es también el antagonista principal de la novela histórica El cáliz de plata, escrita por Thomas B. Constain y publicada por primera vez en 1952. La novela, inspirada en el artefacto conocido como Cáliz de Antioquía, expuesto en el Museo Metropolitano de Nueva York, y del que por aquella época se pensaba que una vez pudo haber contenido el cáliz de la Última Cena (desde entonces, tanto la verdadera función del objeto como incluso su autenticidad han sido cuestionados), se basaba de manera muy libre en la historia de Pedro de Galilea y su rivalidad con Simón el Mago. En la adaptación cinematográfica de la película, dirigida y producida por Victor Saville y estrenada en 1954, el papel de Simón el Mago, que se aparta bastante de lo descrito en el libro, fue interpretado por Jack Palance, en tanto que el rol de Pedro recayó en Lorne Greene. 
El relato inicial de la colección de Danilo Kiš, La enciclopedia de los muertos (The Encyclopedia of the Dead), de 1983, "Simón el Mago", vuelve a contar el enfrentamiento entre Simón y Pedro coincidiendo con el relato de los Hechos de Pedro, y ofrece un final alternativo adicional en el que Simón pide ser enterrado vivo para resucitar tres días después (tras lo cual su cuerpo aparece putrefacto).